# Márcia Pantera
Carlos Márcio José da Silva  (São Paulo, 14 de dezembro de 1969), conhecido artisticamente como Márcia Pantera, é uma drag queen, modelo e ator brasileiro.
Antes de ser drag queen, Márcio chegou a iniciar uma carreira profissional no vôlei, jogando por 4 anos no time titular do Suzano Vôlei. Ainda no período como jogador, Márcio teve seu primeiro contato com o transformismo, através de um show da boate Nostro Mondo, em que desenvolveu grande fascínio pela arte. Posteriormente começou a se montar e performar em boates LGBTQIAP+ paulistanas.
Como Márcia Pantera, Márcio criou o “bate cabelo” - movimento muito utilizado em performances de drag queens nacionais e internacionais. Teve uma parceria de longa duração com o estilista Alexandre Herchcovitch - que considera Márcia sua “musa inspiradora”. Também construiu uma carreira de ator, tendo estrelado filmes como Verona (2013) e Corpo Elétrico (2017), ambos em colaboração com o diretor Marcelo Caetano. Em 2020, foi homenageado pelo Festival Mix Brasil com o Prêmio Ícone Mix Brasil pelos seus trabalhos nas boates paulistanas.

## Vida pessoal

### Juventude
Carlos Márcio José da Silva é um dos quatro filhos de Maria Aparecida Ferreira da Silva, que os criou junto da avó Benedita José da Silva. Nasceu e cresceu na periferia da cidade de São Paulo, no bairro pobre da Brasilândia, e quando conta sua história gosta de reforçar a origem humilde, como forma de incentivar outros jovens negros, LGBTQIAP+ e periféricos a seguirem seus sonhos.
Aos 12 anos se descobriu gay, mas somente aos 17 deu o primeiro beijo em outro homem. Em entrevistas já contou que recebe muito amor e apoio dos familiares (mesmo que inicialmente tenha encontrado certa resistência com primos), por isso considera a família um dos principais pilares de sua vida. No começo da carreira como drag, sua mãe e avó o ajudavam com os figurinos, já hoje suas tias e primos acompanham suas performances sempre que possível.
Em 2001 conheceu Kennedy Gomes, seu grande amor, com quem é casado até o presente.

### O jogador de Vôlei
Foi no colégio que começou sua história com o vôlei. Chegou a experimentar futebol e basquete, mas não gostou dos empurrões e brigas, além da ausência de maior coletividade, que só conseguiu encontrar no vôlei. Houve uma época em que se viciou pelo esporte e até pensou em largar os estudos.
Márcio conta que era ponta muito explosivo, ou em suas palavras “um ponta babado”. Aos 15 anos montou uma equipe gay com colegas de bairro, chamada “Pinheirinho”. A organização chegou despertar a fúria de muitos homens héteros, que os ameaçavam e tentavam incitar brigas. Usava a discriminação sofrida como combustível para suas performances no jogo e seu maior prazer era provocar os homofóbicos.
Jogou por muito tempo nas quadras da Brasilândia e Freguesia do Ó, região onde cresceu. Nesse período começou a se destacar, recebendo uma oportunidade para jogar no time de Suzano. Chegou a ser aprovado em testes para clubes como Palmeiras e Paulistano, porém ao descobrirem ser gay, era dispensado e hostilizado. Durante seu período como jogador teve alguns relacionamentos com companheiros de time, em entrevistas conta que se encontravam escondidos no meio da noite e depois voltavam aos respectivos dormitórios.
Márcio queria se tornar jogador profissional de vôlei e é apaixonado pelo esporte, tanto que até hoje continua jogando para manter a forma física.

### O primeiro contato com a Arte Drag
Desde pequeno o sonho de Márcio era ser modelo. Com nove ou dez anos, assistia a um programa de desfiles na TV de sua casa e se encantou pelo “glamour” do mundo da moda. Colocava uma toalha na cabeça, pegava um salto de sua mãe e imitava os movimentos das modelos 
O contato com drag queens só ocorreu durante a adolescência, na boate Nostro Mondo. Márcio era apenas um frequentador da balada quando, aos 17 anos, assistiu ao show de Marcinha do Corintho, ficou impactado e cogitou fazer o mesmo que a performer. Foi também nessa noite que deu seu primeiro beijo.
Alguns anos mais tarde, se montou pela primeira vez para participar de um concurso nesta mesma boate . Não tinha trajes, peruca e nem sabia se maquiar, mas conseguiu improvisar. Pegou meias e um vestido - que acabou customizando – de sua mãe e usou seus patins sem as rodas, pois não tinha nenhum salto que o servisse. Já na boate, recebeu auxílio da transformista Cheyenne Crec Crec, que o maquiou e lhe emprestou a peruca. No momento do concurso, Márcio ainda não sabia como dublar, então sambou ao som de "Disputa de Poder" , de Simone, durante sua apresentação. A performance fez o maior sucesso, lhe garantindo a vitória e como prêmio foi convidado a integrar a equipe de show da boate.

### As drogas na vida de Márcia
Durante uma brincadeira na casa de amigos, teve seu primeiro contato com as drogas, mais especificamente o crack, que serviram durante muito tempo como válvula de escape.
Com o passar do tempo, começou a fazer uso mais intensivo delas, parando até mesmo de trabalhar, comendo de lixeiras, vivendo na rua e vendendo itens pessoais para sustentar o vício que durou mais de 10 anos. Durante esse período perdeu sua avó, sua mãe e o irmão Carlos Eduardo, este também para as drogas . Por estar tão entorpecido, não conseguiu viver o luto de seus parentes.
Contudo, após a morte de sua mãe decidiu mudar de vida. Márcio se apoiou na Márcia e em Deus, como conta em entrevistas, para sair dessa situação. Apesar da dependência, largou as drogas e superou esse período difícil em sua vida. Atualmente está limpo desde 2009 e não tem problema em falar dessa fase, pois acha que pode ajudar outras pessoas a saírem desse vício.

## Carreira Artística
Seu nome de drag queen não surgiu completo. Durante os primeiros dois anos de carreira, usava apenas "Marcia" - numa adaptação para o feminino de seu nome de batismo -, mas ainda era preciso um complemento para algo menos genérico. O “Pantera” apareceu quando trabalhava na boate Columbia, onde era hostess. Já buscava por um sobrenome quando, num dia de desfile, encontrou o ex-modelo brasileiro Marcus Panthera (irmão da apresentadora Monique Evans) no camarim - por quem nutria certa admiração. Os dois tiveram uma conversa amigável e ao fim Márcio teve a ideia de se apropriar do “Pantera”, recebendo o apoio de Marcus.
As maiores inspirações para a Márcia Pantera são as mulheres, em especial Naomi Campbell; mas também se guia pelos trabalhos de suas parceiras de noite como Marcinha do Corintho, Condessa Mônica e muitas outas .
Aos poucos foi conquistando o espaço nos palcos e nos corações do público, de quem sempre recebeu carinho e aplausos. A carreira como transformista se tornou sua profissão principal entre 1980-1990, pois foi quando notou ser uma atividade rentável e aprendeu a colocar preço em suas performances .

### Parceria com Alexandre Herchcovitch
A vida de Márcio cruzou com a do estilista Alexandre Herchcovitch muito antes da fama os alcançar. No início dos anos 1990, esses dois paulistanos se conheceram na fila de entrada da boate Nostro Mondo. Na época, Herchcovitch era estudante de moda e se animou a desenhar roupas para a drag. Em entrevistas, o performer conta que muitos se ofereciam para criar figurinos, porém só com Herchcovitch a proposta se concretizou, desenvolvendo uma parceria que já dura décadas .
Intitulada como “musa inspiradora” de Herchcovitch, Márcia Pantera modelou em diversos desfiles do estilista, inclusive como destaque dos eventos. Foi em consequência dessa parceria que, em 1993, a drag participou do Phytoervas Fashion - primeiro evento de moda no Brasil - e mais tarde, em 2010, desfilou na São Paulo Fashion Week . Em paralelo aos desfiles, Herchcovitch desenhou mais de 500 figurinos para Márcia Pantera. A performer estipula ter por volta de 15 peças, o restante vendeu ou foi roubada.
Durante certo tempo, as pessoas acreditavam haver uma relação para além da amizade entre os artistas, mas Márcio assegura que são praticamente irmãos. Apesar de hoje não trabalharem juntos com tanta frequência, o laço entre o estilista e sua musa continua. Quando Márcio solicita alguma peça para sua drag, Herchcovitch a desenvolve sem cobrar os custo, como em todas as vezes que vestiu o performer para seus shows.

### O “Bate Cabelo”

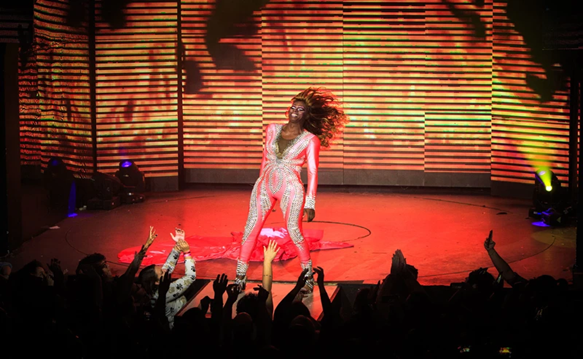
Márcia Pantera (2016)

Márcia Pantera é a precursora da arte do “bate cabelo” - um movimento já popularizado nas performances de drag queens Brasil afora, no qual os artistas balançam suas perucas no ritmo da música.
Inicialmente as performances de Márcia eram mais voltadas à dublagem de divas como Diana Ross, Whitney Houston, Shirley Bassey, Donna Summer entre outras. Assim como a de tantas transformistas faziam. No entanto, com o surgimento e popularização do Blackbox e outros grupos de house, começou a transição do seu estilo de show para algo mais autoral.
Sua grande contribuição para o cenário drag surgiu por volta de 1992 . Em uma performance, ao som de Michael Jackson, Márcio tentou reproduzir alguns passos popularizados pelo cantor e, após o encerramento, o amigo Alexandre Herchcovitch comentou sobre o movimento feito por Márcio - que em um desequilíbrio jogou o cabelo com muita força para trás, numa espécie de chicote - e da plateia essa agitação deu um efeito bacana. A partir disso, a drag e o estilista passaram a fazer algumas melhorias e adaptações, até chegarem no que hoje se conhece como “bate cabelo”.
Os shows de Márcia Pantera passaram a fazer um tremendo sucesso e logo ela ficou conhecida na noite paulistana. Foi graças a essa repercussão que a drag se tornou uma figura recorrente na televisão, principalmente no quadro “Eles e Elas” do programa da Rede Bandeirantes “Clube do Bolinha”. A fama também proporcionou que Márcia ganhasse os palcos internacionais e até abrisse um dos shows da drag queen RuPaul no Brasil. Nos últimos quatro anos, a transformista passou a fazer temporadas de seis meses de seus shows na Alemanha, em especial na casa Pulverfass Cabaret – famosa boate de Hamburgo.
Márcia atribui a repercussão de seu trabalho, não apenas ao seu movimento inovador, como sua postura no palco, um visual polido e uma dublagem cheia de emoção.

### Modelagem
Os trabalhos com Herchcovitch lhe inseriram no mundo da moda, mas além de ser manequim do amigo, Márcia também desfilou os sapatos de Fernando Pires. A trajetória da drag queen como modelo, ainda conta com a presença em algumas das principais revistas de moda, nacionais e internacionais, como Elle, Vogue e Harper’s Bazar.

### Parada do Orgulho LGBT de São Paulo
Assim como tantas figuras emblemáticas da noite LGBTQIAP+ paulistana, Márcia Pantera esteve presente na Parada do Orgulho LGBTQ desde sua primeira edição . Em depoimento ela contou ter subido em um monumento no início da Paulista e ter animado as 100 pessoas ao seu redor. Desde então é figura recorrente em todas edições. Para Márcia, o evento é um momento de festa e reafirmação de seus direitos, mas não gosta de pensar como um ato muito politizado.

### Cinema
Márcia entrou no universo da atuação com a ajuda de Marcelo Caetano , que a direcionou e ensinou como melhorar sua atuação. Com essa parceria, a transformista conseguiu protagonizar seu primeiro filme, Verona (2013), e mais a frente voltou a colaborar com Caetano em Corpo Elétrico (2017). Como ator, Márcio participou de quatro filmes e alguns curtas.
Em 2021 estrelou o curta metragem Panthera Lemniscata, escrito, dirigido e produzido por Felippe Moraes. No filme, Márcia Pantera apresenta bate-cabelo ao som da trilha original composta pelo duo NoPorn. O título faz referência à Lemniscata, curva algébrica similar ao movimento executado pela personagem no filme.

## Filmografia

### Filmes
| Ano  | Programa            | Nota                        |
| ---- | ------------------- | --------------------------- |
| 2013 | Verona              |                             |
| 2013 | Inferno             |                             |
| 2016 | Diva                |                             |
| 2017 | Corpo Elétrico      | Interpretando ela mesma     |
| 2021 | Panthera Lemniscata | dirigido por Felippe Moraes |

### Documentários
| Ano  | Programa                | Nota |
| ---- | ----------------------- | --- |
| 2015 | Tupiniqueens            | |
| 2015 | Drag Queen - O outro eu | Trabalho de conclusão de curso de jornalismo da Universidade Presbiteriana Mackenzie de Bruna Dellalibera. |